# Erik Larsson i Norderön
För andra betydelser, se Erik Larsson.
Erik Larsson (i riksdagen kallad Larsson i Norderön), född 5 januari 1910 i Norderö församling, Jämtlands län, död 6 oktober 1969 i Norderö, var en svensk lantbrukare och centerpartistisk riksdagspolitiker.
Larsson var ledamot av riksdagens andra kammare från sommarriksdagen 1958 till sin död 1969, invald i Jämtlands läns valkrets. Han var även nämndeman och häradsdomare på hemorten, vice ordförande i kommunfullmäktige samt kommunalnämndsledamot.